# Фаунтин (Мичиген)
Фаунтин (енгл. Fountain) град је у америчкој савезној држави Мичиген.

## Демографија
По попису из 2010. године број становника је 193, што је 18 (10,3%) становника више него 2000. године.
| Група             | 2000.       | 2010.       |
| Белци             | 169 (96,6%) | 170 (88,1%) |
| Афроамериканци    | 0 (0,0%)    | 0 (0,0%)    |
| Азијати           | 0 (0,0%)    | 6 (3,1%)    |
| Хиспаноамериканци | 1 (0,6%)    | 7 (3,6%)    |
| Укупно            | 175         | 193         |